# Harpolithobius komareki
Harpolithobius komareki är en mångfotingart som beskrevs av Folkmanová 1946. Harpolithobius komareki ingår i släktet Harpolithobius och familjen stenkrypare. Inga underarter finns listade i Catalogue of Life.